# Cadre-47/2-Europameisterschaft 1967

Logo CEB (ausrichtender Verband)

Veranstaltungsort:
’s-Hertogenbosch

Die Cadre-47/2-Europameisterschaft 1967 war das 29. Turnier in dieser Disziplin des Karambolagebillards und fand vom 5. bis zum 9. April 1967 in ’s-Hertogenbosch, in der niederländischen Provinz Noord-Brabant statt. Es war die 15. Cadre-47/2-Europameisterschaft in den Niederlanden.

## Geschichte
Bis zum letzten Durchgang lag der Titelverteidiger Jean Marty an der Tabellenspitze. Er hatte nur eine Partie gegen Joseph Vervest unentschieden gespielt. Hans Vultink hatte gegen Antoine Schrauwen verloren. Der Franzose war im Finaldurchgang der Favorit. Aber Vultink beendete die Partie in der dritten Aufnahme. Marty hatte Nachstoß und brauchte 244 Punkte zum Unentschieden. Aber seine Serie endete bei 124 und Vultink war der neue Europameister. Der dritten Platz sicherte sich durch den besseren GD Schrauwen vor dem Ex-Europameister Henk Scholte.

## Turniermodus
Hier wurde im Round Robin System bis 400 Punkte gespielt. Es wurde mit Nachstoß gespielt. Damit waren Unentschieden möglich.
Bei MP-Gleichstand wird in folgender Reihenfolge gewertet:
1. MP = Matchpunkte
2. GD = Generaldurchschnitt
3. HS = Höchstserie

## Abschlusstabelle

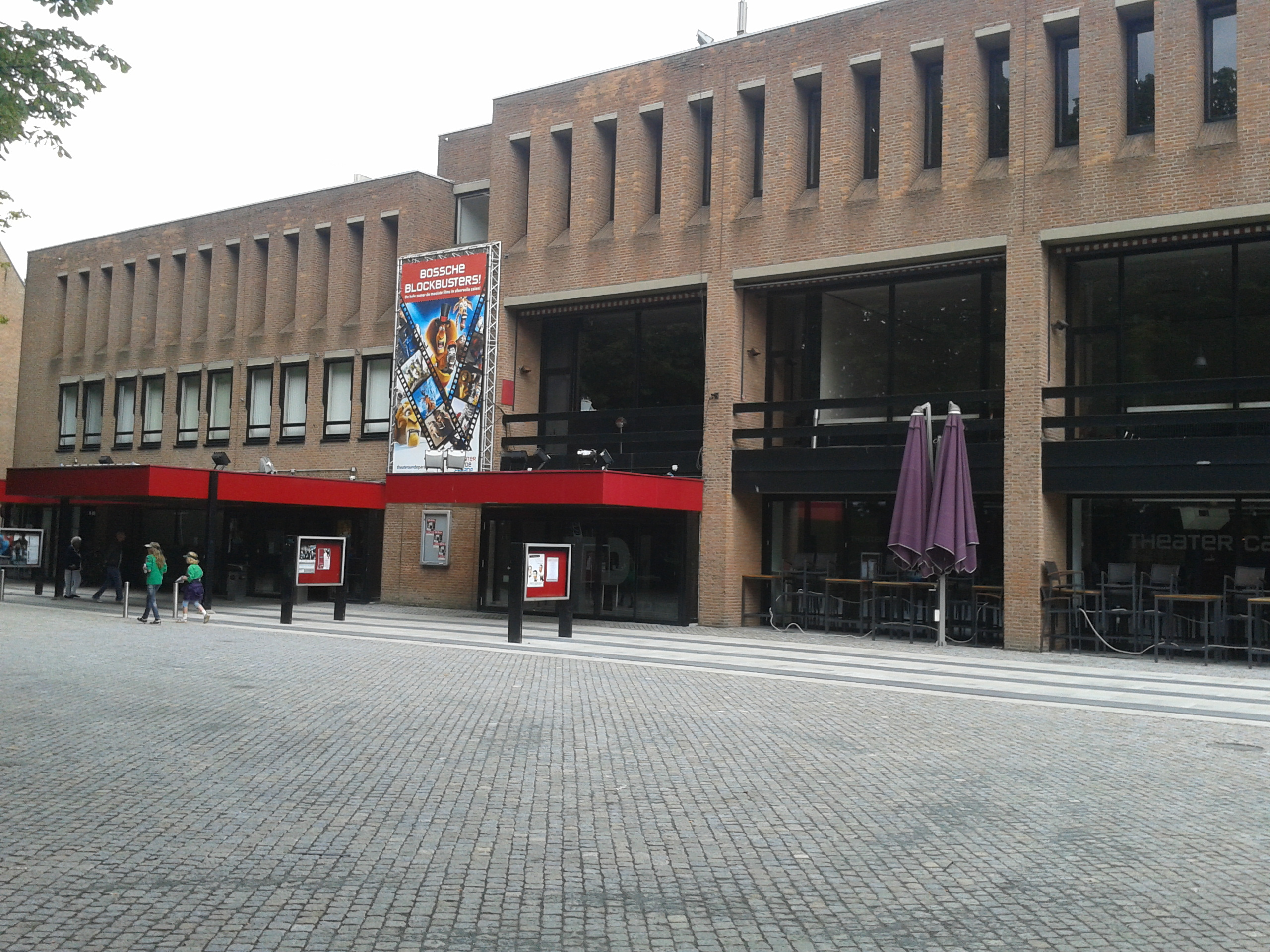
Feestzaal des Casinos (Heute: Theater aan de Parade)

| MP    | Match Points (Sieger = 2; Unentschieden = 1; Verlierer = 0) |
| Pkte. | Erzielte Karambolagen                                       |
| Aufn. | Benötigte Versuche                                          |
| GD    | Generaldurchschnitt                                         |
| BED   | Bester Einzeldurchschnitt eines Spielers                    |
| HS    | Höchstserie                                                 |
|       | Bester GD des Turniers                                      |
|       | Bester ED des Turniers                                      |
|       | Beste HS des Turniers                                       |
|       | 1. Platz (Gold)                                             |
|       | 2. Platz (Silber)                                           |
|       | 3. Platz (Bronze)                                           |

| Platz                      | Name                | MP   | Pkte. | Aufn. | GD     | BED    | HS  |
| -------------------------- | ------------------- | ---- | ----- | ----- | ------ | ------ | --- |
| 1                          | Hans Vultink        | 14:2 | 2804  | 34    | 82,47  | 200,00 | 335 |
| 2                          | Jean Marty          | 13:3 | 2956  | 28    | 105,57 | 400,00 | 400 |
| 3                          | Antoine Schrauwen   | 12:4 | 2656  | 35    | 75,88  | 200,00 | 400 |
| 4                          | Henk Scholte        | 12:4 | 2610  | 37    | 70,54  | 133,33 | 368 |
| 5                          | Joseph Vervest      | 9:7  | 2618  | 60    | 43,63  | 200,00 | 400 |
| 6                          | José Gálvez         | 6:10 | 1856  | 48    | 38,66  | 80,00  | 270 |
| 7                          | Siegfried Spielmann | 4:12 | 2021  | 55    | 36,74  | 44,44  | 186 |
| 8                          | Maurice Coyret      | 2:14 | 1013  | 57    | 17,77  | 28,57  | 126 |
| 9                          | Franz Stenzel       | 0:16 | 737   | 46    | 16,02  | –      | 102 |
| Turnierdurchschnitt: 48,17 |                     |      |       |       |        |        |     |